# Station Kyle of Lochalsh
Station Kyle of Lochalsh (Engels: Kyle of Lochalsh railway station; Schots-Gaelisch: Stèisean Caol Loch Aillse) is sinds 1897 het spoorwegstation van de plaats Kyle of Lochalsh in het westen van Schotland.
Het station is een kopstation aan het einde van de Kyle of Lochalsh Line vanuit Dingwall. De treinen uit Kyle of Lochalsh rijden na Dingwall nog verder naar Inverness. Het station ligt aan zee, tegenover het eiland Skye. Vroeger vertrok vlak bij het station de veerboot naar dat eiland, maar tegenwoordig ligt er van Kyle of Lochalsh naar het eiland een brug.